# Svarthö
Svarthö (Bartsia alpina) är en art i familjen snyltrotsväxter. Svarthö är en ört med mörkt rödlila blommor. Frukten är en oval brun kapsel.

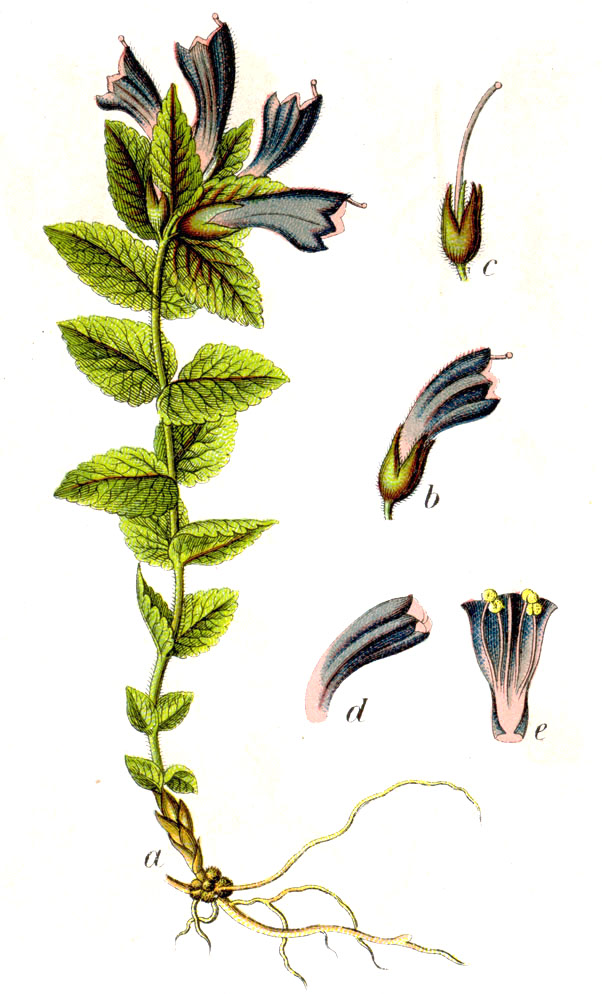
Botanisk illustration av Jacob Sturm, 1796
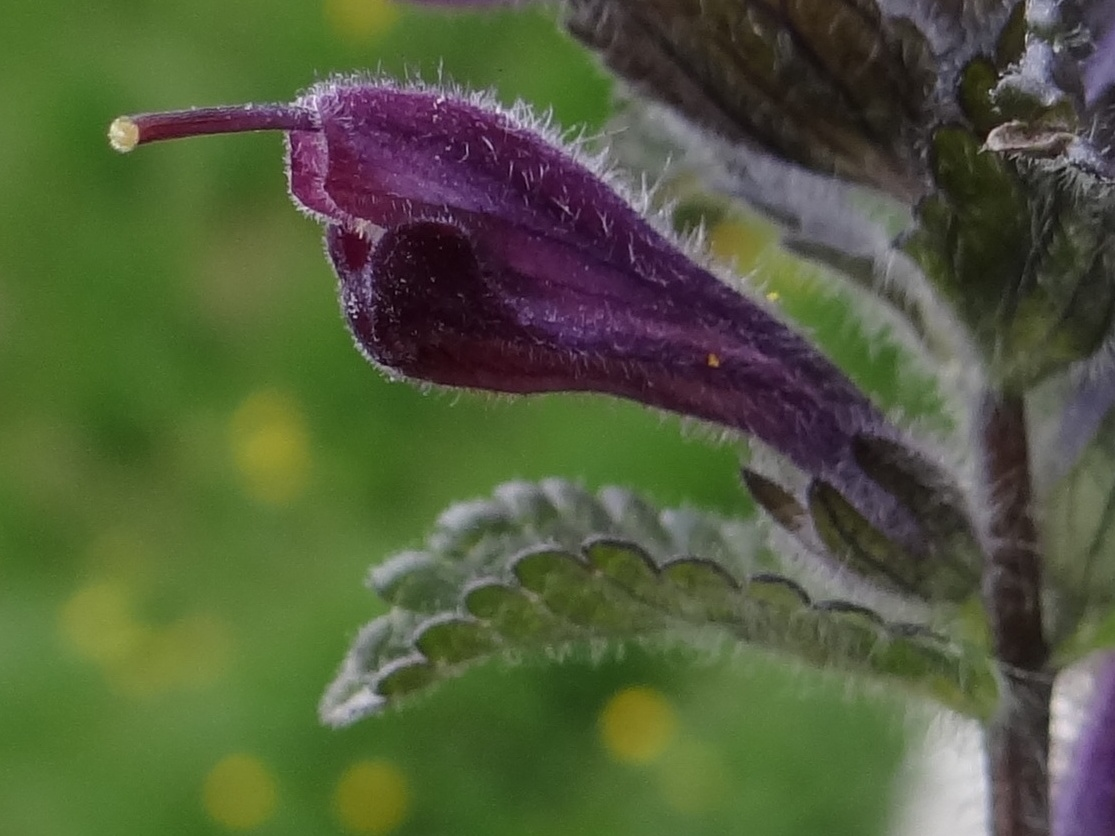
Närbild

## Utbredning och livsmiljö
Svarthö finns i Europas bergstrakter och även känd från Nordamerika. Den förekommer i bergstrakterna i norra Ryssland, Finland, Norge och Sverige samt i Alperna och andra berg i Centraleuropa, så långt söderut som Pyrenéerna och sydvästra Bulgarien; den förekommer också på Island, Grönland och nordöstra Kanada.
Svarthö har en mycket begränsad utbredning på de brittiska öarna, där den förekommer på ett fåtal platser i höglandsområden i norra England och i de centrala Skotska högländerna.